# Чорсу (Самарканд)
Чорсу (узб. Chorsu) — історична будівля-пам'ятник, розташована в центральній частині міста Самарканд (Узбекистан), на північний схід від площі і ансамблю Регістан, на вулиці Ташкентська, побудована на кошти бухарського еміра Шахмурада. В даний час працює як музей та галерея.
Чорсу разом з іншими архітектурними та археологічними історичними пам'ятками Самарканда, входить у список Всесвітньої спадщини ЮНЕСКО. Назва Чорсу з перської мови буквально перекладається як чотири шляхи/дороги.
Нинішня будівля була споруджена за еміра Шахмурада в 1785 році, яка отримала назву Чорсу, через свої чотири входи в куполоподібну будівлю. Стіни будівлі мають форму 12-кутової призми. У споруди присутній один великий центральний купол та ще чотири малі куполи, які розташовані над входами будівлі. До початку XX століття будівлю використовували купці і торговці одягом, головними уборами, ліками, книгами та іншими речами. Навколо будівлі також знаходилися лавки і дрібні магазини купців.
З приходом радянської влади будівлю було перетворено в будівлю-пам'ятник, з того часу у ній продавали тільки сувенірну продукцію і дрібні речі повсякденного користування. У 2005 році торговельний купол був повністю відреставрований, також, щоб відновити повну висоту будівлі, був зчищений триметровий шар ґрунту. В даний час Чорсу використовується як музей і галерея образотворчого мистецтва. Багато відомих узбекистанських та іноземних художників і скульпторів виставляють свої роботи в Чорсу.

## Галерея

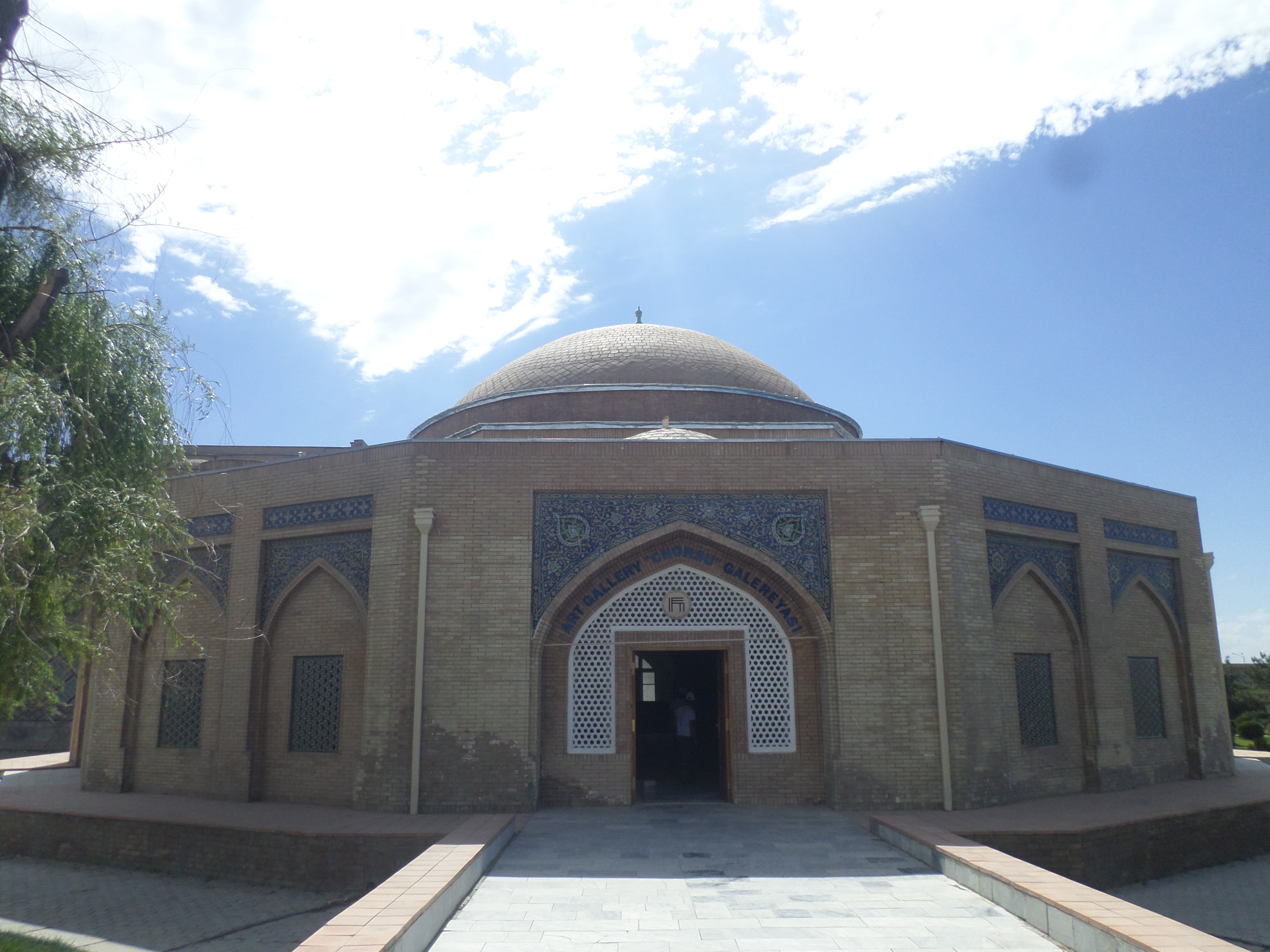
Східний і головний вхід Чорсу
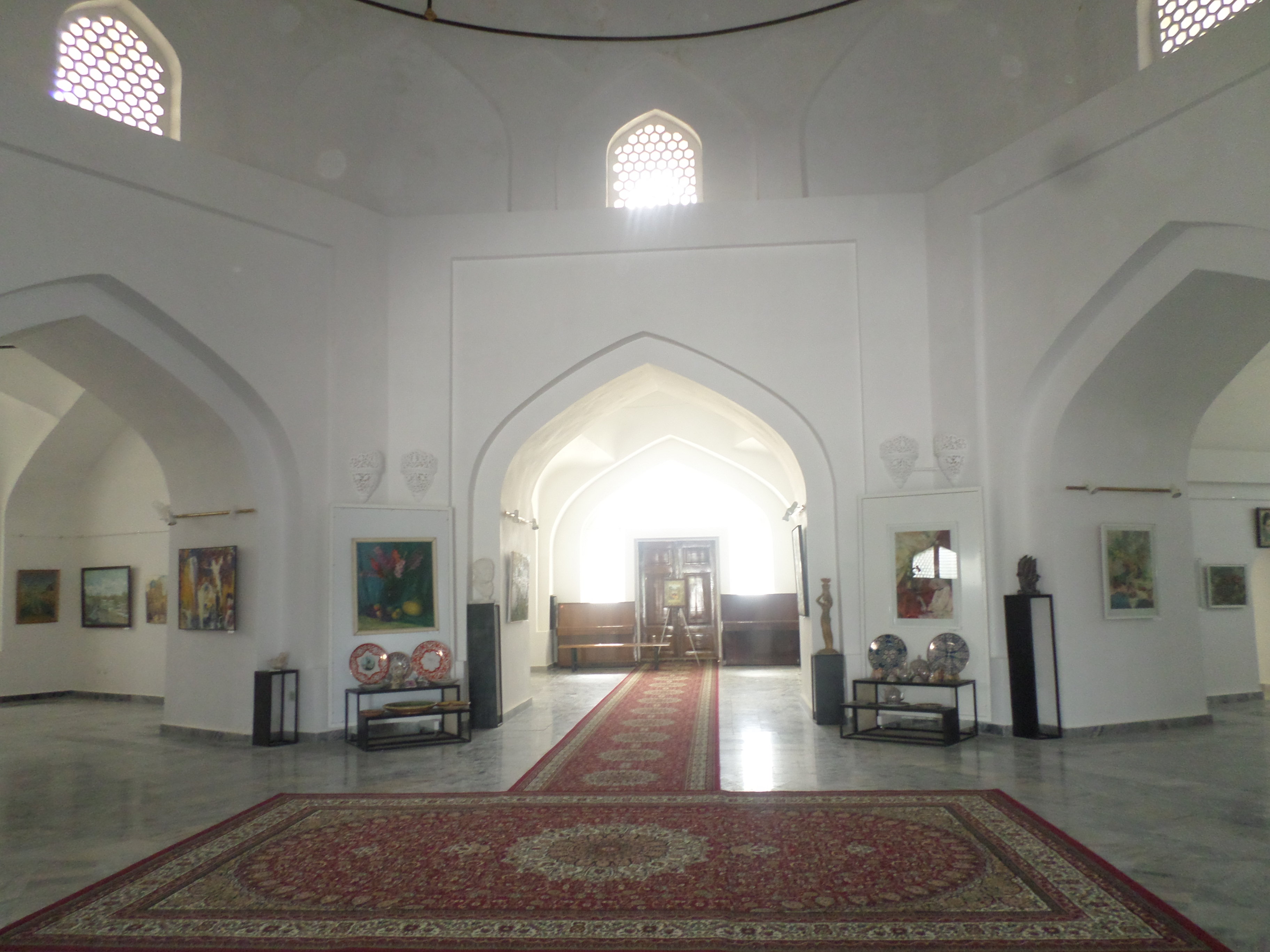
Чорсу зсередини
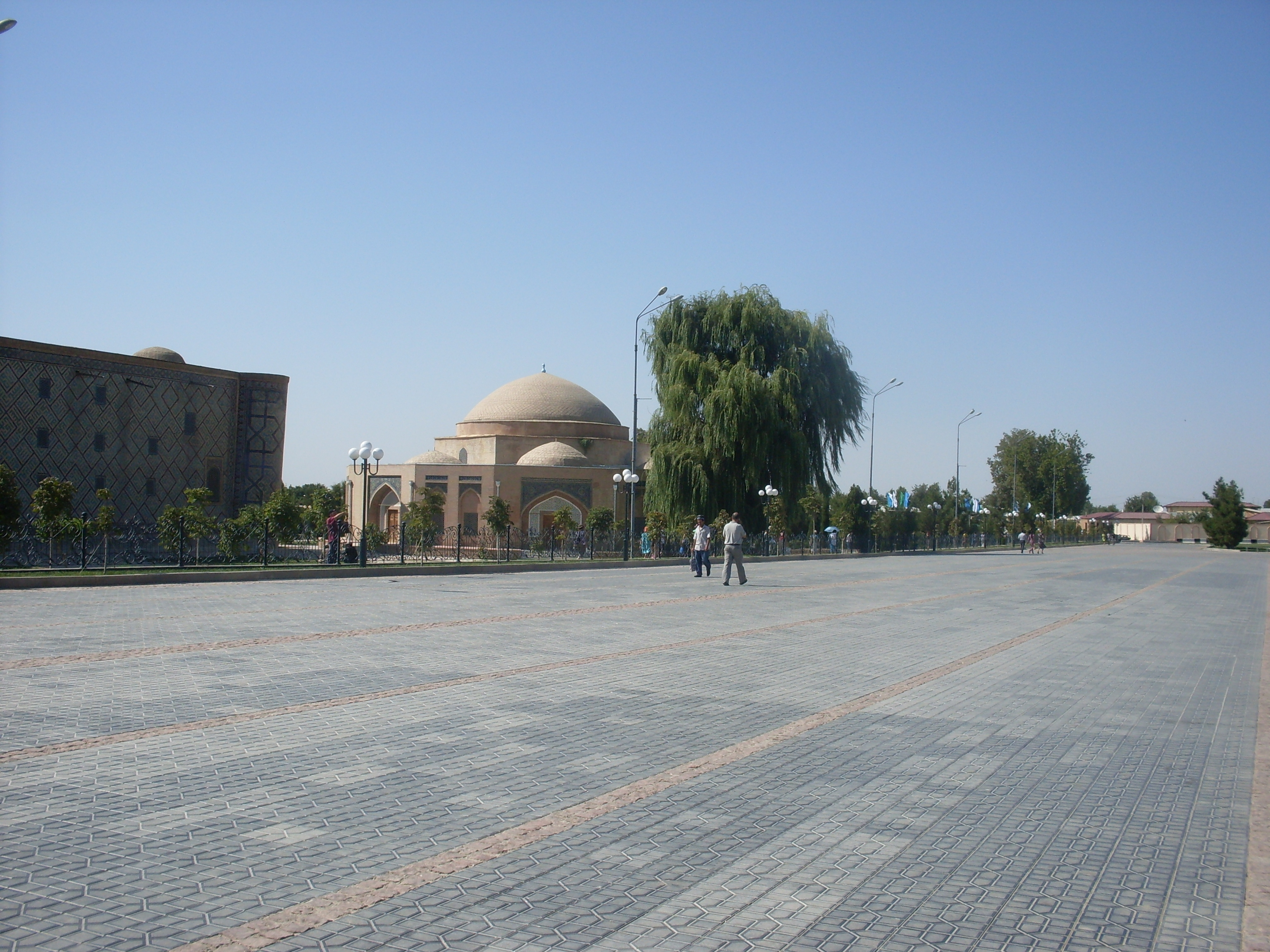
Зліва від Чорсу видно край медресе Шердор Регістана